# Tessy Scholtes
Tessy Scholtes (Luxemburgo, 1 de junio de 1981) es una karateca y política luxemburguesa. En 2002, se posesionó como subcampeona en los campeonatos del mundo de la categoría de kumite + 60 kg. Ganó el título de deportista luxemburgués del año. El 7 de diciembre de 2009, declaró su retiro por razones personales.
Es miembro del Partido Popular Cristiano Social (CSV). En las elecciones de 2009 ingresó a la Cámara de Diputados, Scholtes postuló en la circunscripción del Centro. Terminó decimotercera en la lista de CSV. Existe la posibilidad de que podría ser elegida como miembro suplente, debido a los nombramientos ministeriales, pero esto no fue así.

## Resultados
| Resultado  | Año  | Prueba          | Categoría | Competición                                            | Ciudad o sede       |
| ---------- | ---- | --------------- | --------- | ------------------------------------------------------ | ------------------- |
| 03 ! [ 1 ] | 2001 | +60 kg          | Juniors   | Campeonato Europeo de Karate juniors y cadetes de 2001 | Nicosia (Chipre)    |
| 02 ! [ 2 ] | 2001 | Individual open | Seniors   | Campeonato Europeo de Karate de 2001                   | Sofía (Bulgaria)    |
| 02 ! [ 3 ] | 2001 | +60 kg          | Seniors   | Juegos Mundiales de 2001                               | Akita (Japón)       |
| 01 ! [ 4 ] | 2002 | +60 kg          | Juniors   | Campeonato Europeo de Karate juniors y cadetes de 2002 | Coblenza (Alemania) |
| 03 ! [ 5 ] | 2002 | +60 kg          | Seniors   | Campeonato Europeo de Karate de 2002                   | Tallin (Estonia)    |
| 02 ! [ 6 ] | 2002 | Individual open | Seniors   | Campeonato Mundial de Karate de 2002                   | Madrid (España)     |
| 03 ! [ 7 ] | 2003 | +60 kg          | Seniors   | Campeonato Europeo de Karate de 2003                   | Bremen (Alemania)   |